# Sorocko (gmina)
Gmina Sorocko – dawna gmina wiejska funkcjonująca w latach 1941–1944 pod okupacją niemiecką w Polsce. Siedzibą gminy było Sorocko.
Gmina Sorocko została utworzona przez władze hitlerowskie z terenów okupowanych przez ZSRR w latach 1939–1941, stanowiących przed wojną części (niezniesionych) gmin Grzymałów (powiat skałacki) i Iławcze (powiat trembowelski) oraz część zniesionej gminy Kołodziejówka (powiat skałacki) w woj. tarnopolskim.
Gmina weszła w skład powiatu tarnopolskiego (Kreishauptmannschaft Tarnopol), należącego do dystryktu Galicja w Generalnym Gubernatorstwie. W skład gminy wchodziły miejscowości: Choptianka, Chlibów, Magdalówka, Mytnica, Poznanka Gniła, Poznanka Hetmańska i Sorocko.
Po wojnie obszar gminy wszedł w struktury administracyjne ZSRR.